# Personaggi di The King of Fighters

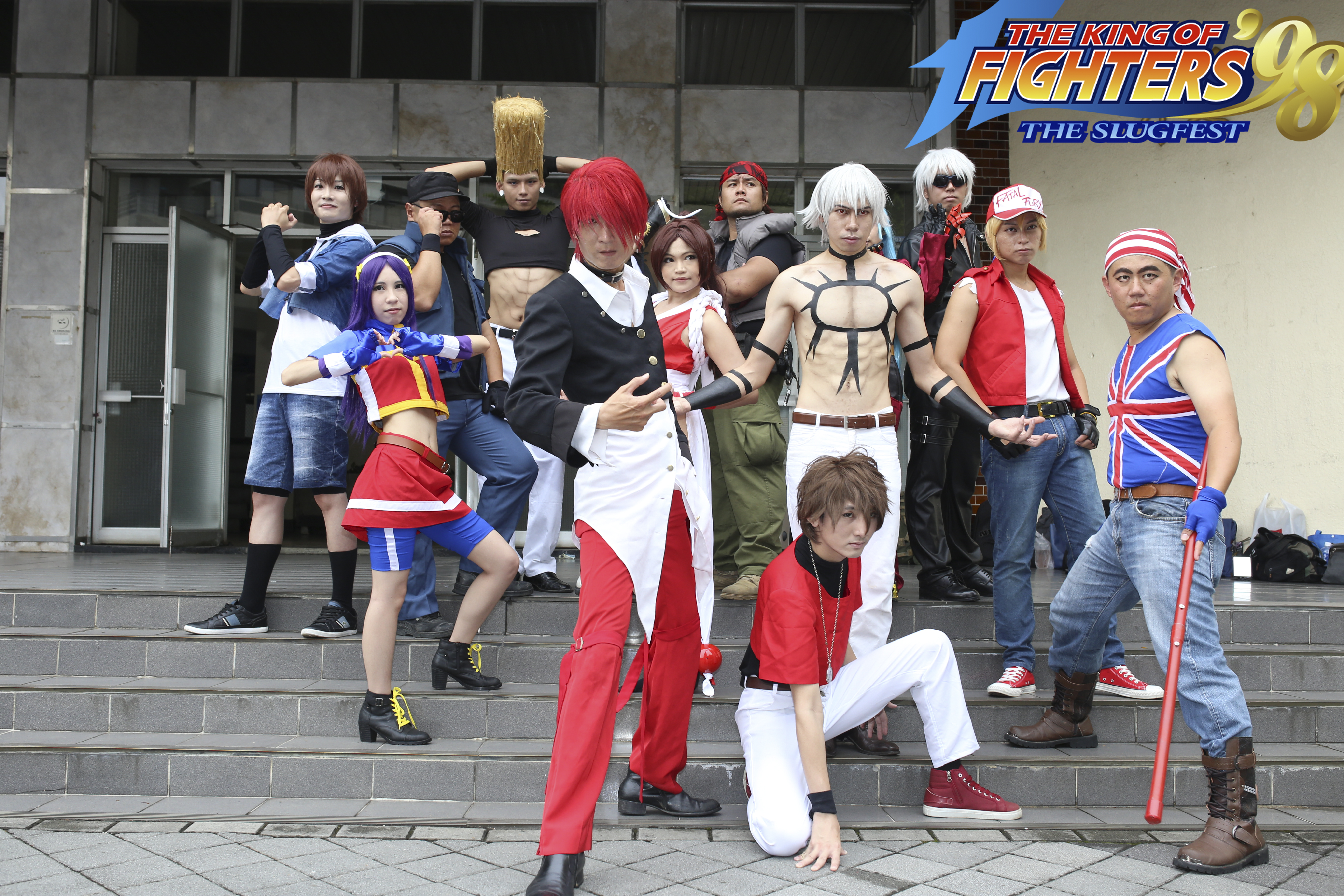
Cosplayer dei personaggi di The King of Fighters '98 nel 2016

Questa è la lista dei personaggi della serie di videogiochi di The King of Fighters.

## Lista personaggi

### Andy Bogard
Andy Bogard (アンディー・ボガード?, Andī Bogādo) è il fratello gemello di Terry, identico a quest'ultimo tranne che per alcune differenze fisiche e caratteriali.
Fisicamente, Andy porta un taglio di capelli all'indietro, che lascia la fronte scoperta. Nella parte superiore, indossa un'uniforme da combattimento giapponese bianca e rossa, che comprende dei bracciali, sempre di colore rosso. Con il tempo, il character design di Andy si è evoluto e all'uniforme sono state aggiunte delle fiamme e dei guanti. Dal punto di vista caratteriale, Andy ha una personalità molto più seria e riservata rispetto al fratello, come rivela la sua espressione, più severa di quella di Terry. Malgrado appaia sicuro di sé, Andy si trova in difficoltà quando deve parlare con le donne, non sapendo mai bene quali parole usare o come porsi. Andy studiava lo stile Hakakyokuseiken assieme al fratello, ma dopo aver assistito alla morte del padre per mano di Geese, si reca in Giappone per imparare i segreti del Clan Shiranui. Successivamente si reca nel dojo di Hanzo Shiranui dove fa la conoscenza di Mai, la quale si innamora di lui. Nonostante Andy inizi a sua volta a provare qualcosa per lei, non è in grado di dichiararsi. Lo stile di Andy è il Koppouken, il quale si basa principalmente su attacchi rapidi e fulminei che non lasciano scampo ai nemici, mentre la sua tecnica più efficace è il Zaneiken (Pugno taglia ombra). Andy ha affrontato numerosi combattimenti in Italia poiché le sue origini risultano essere italiane e decide di partecipare al torneo The King of Fighters mosso dallo stesso obiettivo del fratello, la vendetta. La sua fama cresce a tal punto da venire descritto come un guerriero capace persino di tagliare l'ombra. Inoltre è un personaggio importante nella storia Fatal Fury, dove è presente fin dal primo capitolo e partecipa al torneo King of Fighters per sconfiggere Geese, l'assassino che ha causato la morte del proprio padre adottivo, Jeff. Verrà però sconfitto prima di raggiungere la vetta e lascerà che suo fratello continui ad adempiere alla sua missione, rimanendo però con un senso di inquietudine. In Fatal Fury 2 la sua storia non è molto rilevante, mentre in Fatal Fury 3 subisce una ferita sul petto che lo ostacolerà anche nella serie Real Bout. In Garou: Mark of the Wolves abbandona le competizioni per via della sua ferita e va ad abitare con Mai, lasciando che il suo unico allievo di nome Hokutomaru partecipi alla competizione. Andy compare in tutti gli episodi della serie The King of Fighters dove spesso ha dei battibecchi con Mai.

### Ash Crimson
Ash Crimson (アッシュ・クリムゾン?, Asshu Kurimuzon) è il protagonista della terza saga della serie del videogioco. A causa dei suoi drastici atteggiamenti che contrastano molto con le sue reali intenzioni, Ash appare come un personaggio prevalentemente negativo. Alla fine della serie però Ash si sacrificherà per salvare il mondo, cosa che lo renderà in assoluto il primo eroe tragico di KOF.

### Athena Asamiya
Athena Asamiya (麻宮 アテナ?, Asamiya Atena) è l'allieva del maestro Chin Gentsai, combatte insieme all'amico Sie Kensou. Discendente della Principessa Athena, è la protagonista del videogioco dell'anno 1986 intitolato Athena. Inoltre, Athena non è solo una studentessa giapponese, ma anche una pop idol. 

### Adelheid Bernestein
È il figlio di Rugal che durante la saga di Ash si presenta per la prima volta come un sub-boss che verrà sconfitto dal giocatore. Fa poi un cameo in KOF XIII, dove la sorella Rose, dopo un litigio con lui, viene soggiogata da un membro del gruppo degli episodi passati. Chiederà aiuto alle forze dell'ordine, e dopo la fine della Boss Fight, Rose verrà liberata dal controllo ma Adhelheid, come tutte le altre persone, si dimenticherà dell'esistenza di Ash Crimson.

### Billy Kane
Billy Kane (ビリー・カーン?, Birī Kān) è il braccio destro di Geese Howard, il signore del crimine di Southtown. In uno dei tornei The King of Fighters di Geese, Billy e Geese vengono sconfitti da Terry Bogard e dai suoi amici, che cercavano vendetta per la morte di suo padre. In quanto tale, Geese inizia a perdere il controllo da Southtown e Billy cerca di sconfiggere Terry. Oltre alla serie Fatal Fury, Billy è anche un personaggio ricorrente della serie The King of Fighters in cui continua a entrare nei tornei The King of Fighters, ma con una squadra composta da tre membri.

### Benimaru Nikaido
Benimaru Nikaido (二階堂 紅丸?, Nikaidō Benimaru), figlio di una famiglia multimilionaria e modello part-time, partecipa a un torneo per le selezioni del team che rappresenterà il Giappone nel torneo del 1994, arrivando secondo dopo aver subito una sconfitta da parte di Kyo Kusanagi. Sarà presente in tutte le edizioni future del King of Fighters. Nella saga di NESTS assume il ruolo di leader dell'Hero team dopo la scomparsa di Kyo, per poi creare in seguito un proprio team con membri appositamente selezionati da lui. Successivamente nel 2003 farà squadra solo con Shingo Yabuki e Goro Daimon. In KOF 'XI viene richiamato da Elisabeth Blanctonrche che gli chiede di fermare la squadra rivale anche assieme al ninja Duo Lon, per trovare Ash Crimson che si era dimenticato dell'obbiettivo principale della loro missione, e ha un breve incontro con Ash. Dopo l'incontro con quest'ultimo, viene rivelato che mentre il gruppo di Benimaru era riuscito a sconfiggere il demone Magaki, Ash invece aveva privato Iori del suo tesoro sacro. Torna fare a squadra con Kyo e Goro in The King of Fighters XIII e XIV, inoltre sarà presente in KOF XV come membro del nuovo Hero Team composto da lui, Shun'ei e Meitenkun.

### Blue Mary
Mary Ryan (マリー・ライアン?, Marī Raian), meglio conosciuta come Blue Mary (ブルー・マリー?, Burū Marī), è un'agente speciale che indaga su due criminali conosciuti come i fratelli Jin incontrando anche Terry Bogard, e mostrando un certo interesse amoroso per lui. È apparsa per la prima volta in Fatal Fury 3 e successivamente si è unita al cast di The King of Fighters a partire da The King of Fighters '97, ed è apparsa in diversi giochi consecutivi cambiando squadra nel tempo.

### Bryan Battler
È un giocatore di football che ha lasciato la competizione per entrare nell'American Sports Team.

### Chizuru Kagura
Chizuru Kagura (神楽 ちづる?, Kagura Chidzuru) è un membro del clan Yata che, assieme ai clan Kusanagi e Yasakani, in passato sconfisse il grande serpente Orochi. Dopo che i tre clan si sciolsero a causa del tradimento del capo clan Yasakani, che diede inizio a un'accesa rivalità con i Kusanagi, il clan Yata per non farsi trovare dal clan Orochi decise di cambiare il nome in Kagura. Prima degli eventi di KoF, Goenitz, l'araldo del vento, uccise la sorella gemella di Chizuru, Maki Kagura, alla quale era stato affidato il compito di custodire il sigillo di Orochi, che prima di esalare l'ultimo respiro chiese alla sorella di fuggire e riunire i tre clan per l'avvento di Orochi. Passato diverso tempo da quel giorno, Chizuru diviene abbastanza ricco da poter acquisire i diritti del torneo The King of Fighters per poter mettere alla prova Kyo Kusanagi e Iori Yagami. Una volta superata la prova s'imbattono in Goenitz che voleva mettere fine alle loro vite, ma che viene sconfitto dai tre clan riuniti. Nel 1997 fa squadra con Mai Shiranui e King formando cosi la squadra femminile, che poi verrà sciolta per affrontare gli altri servitori di Orochi rimasti e poi vedersela con Orochi stesso. Dopo averlo sconfitto, Chizuru si prende cura di Iori ma perde le tracce di Kyo. Nel 2003, Chizuru viene controllata da Botan, una ragazza che fa parte di un gruppo noto come "quelli del passato", e viene costretta a creare un clone di Kyo che si chiama Kusanagi e combatte contro chiunque affiancata da un clone della sorella morta. Una volta tornata in sé controlla assieme a Kyo e Iori se il sigillo di Orochi si sta indebolendo ma viene colta in flagrante da Ash Crimson che la priva del suo tesoro sacro, lo specchio di Yata. In KOF XI, essendo in riabilitazione, non può partecipare ad altre manifestazioni ma chiede a Shingo Yabuki di fare squadra con Iori e Kyo, mentre in The King of Fighters XIII Chizuru osserva gli scontri del torneo dagli spalti assieme a Shingo e dopo che Ash annulla la sua stessa esistenza e quella dell'antenato Saiki, riottiene il suo tesoro. Chizuru compare come personaggio cameo in The King of Fighters XIV, dove manda un messaggio a Kyo informandolo che Orochi è comparso in Ungheria, e una volta lì assieme a Ioro lo sigillano.

### Clark Still
Clark Still (クラーク・スティル?, Kurāku Sutiru), talvolta noto erroneamente come Clark Steel in alcune traduzioni, fa parte dell'agenzia mercenaria Ikari Warriors che è attualmente agli ordini del comandante Heidern e del colonnello Ralf Jones. In precedenza era una spia prima di entrare al loro servizio. Clark è noto per essere un soldato concentrato e leale specializzato nella raccolta di informazioni per le loro missioni. Apparentemente indossa gli occhiali da sole per nascondere una cicatrice al centro della fronte causatagli da Ralf che in quel momento stava giocando con noncuranza con i suoi coltelli.

### Chin Gentsai
È il maestro di Kensou e di Athena Asamiya ed era un famoso artista marziale dello stile dell'ubriaco.

### Duo Lon
Duo Lon è il figlio del capo del clan di ninja cinesi Hizoku e, dopo il tradimento di quest'ultimo venne etichettato come figlio del traditore. Alla continua ricerca di suo padre, stringe amicizia con Ash Crimson e si lascia convincere a partecipare al Torneo KOF, sperando che questo lo conduca in una strada giusta per trovare suo padre Ron.

### Elisabeth Blanctorche
Elisabeth Blanctorche (エリザベート・ブラントルシュ?, Erizabēto Burantorushu) è l'ultima erede della nobile stirpe Francese dei Blanctorche e amica di Ash fin da quando era piccola. Elisabeth all'apparenza sembra avere un carattere altezzoso, serio e rigido, ma in realtà sa essere molto sensibile. Questo suo lato viene evidenziato quando piange per la morte del suo amico, scomparso dopo che "quelli del passato", obbiettivi principali della famiglia Blanctorche da affrontare, vengono sconfitti e il loro leader imprigionato. All'inizio doveva essere la rivale di Ash Crimson ma poi finisce col diventare una sorta di guida per quest'ultimo. È apparsa per la prima volta in The King of Fighters XI.

### Eiji Kisaragi
È un ninja assassino sempre pronto a fare da sicario sotto un adeguato  compenso appartenente a un clan che aveva come rivale nel campo delle arti marziali la famiglia Sakazaki. Il suo obbiettivo è essere il miglior combattente ed affronta Ryo; diventa suo acerrimo rivale tanto da allearsi a Iori Yagami e Billy Kane per il torneo a squadre del 1995.

### Geese Howard
Geese Howard (ギース・ハワード?, Gīsu Hawādo) è il boss criminale della città di South Town, nonché uno dei più grandi e potenti antagonisti dell'intera serie. Fa la sua prima apparizione in Fatal Fury: King of Fighters dove gestisce il torneo di arti marziali denominato King of Fighters. Durante quest'occasione si scontra con i fratelli Bogard, intenti a vendicare la morte del padre, avvenuta dieci anni prima del gioco per mano sua.

### Goro Daimon
Goro Daimon (大門 五郎?, Daimon Gorō) è un ex campione che ottenne la medaglia d'oro nell'ambito del judo, e per cimentarsi in nuove sfide partecipa alle selezioni per stabilire quali saranno i membri della squadra rappresentativa giapponese dove si classifica terzo dopo aver perso con Kyo Kusanagi. Parteciperà a svariati tornei al fianco di Benimaru e Kyo dandogli man forte e in seguito tornerà su richiesta nel circuito professionistico del judo, e dopo la sconfitta di Orochi non parteciperà per un po' ad altre competizioni, metterà su famiglia avendo cosi un figlio di nome Kogoro, e in seguito tornerà in azione assieme ai suoi vecchi amici Kyo, Benimaru e Shingo Yabuki con il quale spesso si allena. Dopo la sconfitta dell'organizzazione NESTS, Kyo sarà costretto ad abbandonare ancora una volta il gruppo per compiere delle ricerche, mentre Goro farà squadra con Benimaru e Shingo, ma non parteciperà al KOF XI perché gli viene richiesto di tornare a partecipare ai tornei di judo. In The King of Fighters XIII torna a fare squadra con i suoi amici per rivivere i vecchi momenti passati insieme, rendere orgogliosi i suoi studenti e aiutare Kyo a trovare Ash e partecipa anche al torneo KOF XIV ancora una volta più forte di prima.

### Gustav Munchausen
Gustav Munchausen è un milionario europeo assetato di potere. Ha trovato un modo per incanalare l'anima di Goenitz nel corpo di un giovane ragazzo, Sinobu Amou. Ha ospitato il torneo King of Fighters EX2 per testare la sua nuova arma, ma quando Sinobu è stato sconfitto è scomparso.

### Joe Higashi
Joe Higashi (ジョー・ヒガシ?, Jō Higashi) è un lottatore di strada che si è recato in Thailandia per sottoporsi a un allenamento intensivo che lo ha portato a specializzarsi nell'arte marziale del Muay thai. Proprio in Thailandia comincia a conseguire numerose vittorie, e ottiene così il soprannome di "Hurricane Upper" (lett. "Montante Uragano", essendo Upper l'abbreviazione di Uppercut). Joe si è guadagnato il titolo di campione di Muay thai battendo Hwa Jai in un torneo dedicato alla famosa disciplina. In seguito Hwa Jai s'iscrive al torneo King of Fighters per vendicarsi della sconfitta ricevuta, ma fallisce nell'impresa e dopo aver ammesso la sua inferiorità nelle arti marziali, diventano buoni amici e partner d'allenamento. Da allora Joe ha continuato a difendere il proprio titolo contro avversari minori. All'inizio della storia, Joe era un personaggio stoico che viveva solo per il gusto di combattere e allenarsi. Col passare del tempo, diventa un uomo piuttosto sciocco che si autoproclama un genio in quasi tutto. Non prende mai le battaglia seriamente come fanno i fratelli Bogard, ma ama comunque combattere.

### Jhun hoon
Jhun Hoon conosce Kim Kaphwan sin dall'infanzia, da quando si sono allenati nello stesso dojo. Entrambi sono diventati maestri di aspetti separati e stilizzati del taekwondo e si sono separati l'uno dall'altro. Durante un incontro con Kim, Jhun Hoon ha notato la presenza del nuovo "progetto di riabilitazione" di Kim, composto da Chang Koehan e Choi Bounge. Dopo aver visto l'etica e i metodi di allenamento di Kim, Jhun Hoon ha deciso che gli avrebbe mostrato un modo più efficiente di gestione; I metodi di Jhun Hoon sono molto più new-age e strani dei semplici esercizi duri di Kim.

### Heavy-D!
Era un famoso pugile che venne espulso dalla competizione dopo che durante uno scontro ferí un avversario e venne per questo espulso. Poi ci fu l'annuncio che ci sarebbe stato un nuovo torneo KOF a squadre, e Heavy-D! decise assieme a Lucky Glauber e Brian Battler di entrare nella competizione, ma secondo la storia non riuscirono a prendere parte a nemmeno uno dei tornei.

### Haidern
È il capo degli Ikari Warriors, partecipa al torneo KOF 94 per vendicarsi di Rugal che lo ha privato di un occhio e agisce da dietro le quinte nei tornei successivi per monitorare la situazione.

### Iori Yagami
Iori Yagami (八神 庵?, Yagami Iori) è l'unico erede del clan Yasakani, è l'unico epigono, assieme ai Kusanagi e agli Yata, degli antichi e audaci sigillatori di Orochi, un demone dispensatore di morte e ricorrente nella mitologia giapponese. Le famiglie Kusanagi e Yasakani (chiamata in seguito Yagami) erano alleate insieme al clan Yata. Un giorno un discendente di Orochi uccise la moglie del leader dei Yasakani dando la colpa ai Kusanagi, liberando nuovamente Orochi, e stringendo un patto insieme al demone. Così gli Yasakani rinominati Yagami vennero maledetti e le loro fiamme divennero viola; da allora gli Yagami cercano di vendicarsi dei Kusanagi. Bramoso di restaurare il suo clan, Iori tenta in ogni modo di avvicinare Kyo Kusanagi per assassinarlo. Una sua tattica è quella di aiutarlo nell'ombra per poi eliminarlo senza intralci esterni.

### Igniz
Un membro di NESTS che ha sottratto il titolo di CEO al precedente capo che era suo padre uccidendolo, e organizza tornei per prendere i dati dei combattenti perché la sua ambizione è divenire un Dio. Nel suo scontro finale con K' fallisce e rimane deluso dal fallimento, per cui fa schiantare l'astronave in cui si era svolta la finale dicendo che se non può essere un Dio allora sarà un demonio e maledice l'umanità.

### K'
K Dash (ケイ・ダッシュ?, Kei Dasshu), comunemente soprannominato semplicemente come K' oppure K Prime in alcune traduzioni inglesi, è uno degli eroi della serie di cui però non si hanno dati certi sul vero nome e luogo di origine che rimangono ancora sconosciuti. Si sa soltanto che in passato viveva serenamente con sua sorella Seirah che venne uccisa da NESTS, e lui fu preso e portato nella base dove verrà addestrato per divenire un'arma da guerra. Nel 1998 viene utilizzato come cavia per il programma di clonazione Kusanagi, ma quando viene infuso dentro di lui il DNA di Kyo risulta troppo instabile da controllare e per quello gli consegnano un guanto speciale in grado di contenere il potere della sua fiamma rossa. Viene anche privato di ogni ricordo della sua infanzia per renderlo più addomesticabile e gli viene fatto credere di essere il clone di Krizalid.

### Krizalid
Un clone di K' a cui e stato fatto credere di essere l'originale coi ricordi di K' e che ha organizzato il promo torneo del 1999, dove il suo obbiettivo principale era trasferire i dati dei Combattenti nei cloni di Kyo. Dopo il suo fallimento e aver scoperto che i cloni sono stati soppressi da Haidern, viene ucciso da un suo superiore per poi tornare redivivo per aiutare il suo superiore Zero e il ninja Ron nella semifinale del 2001 dove tornerà nel mondo dei morti.

### Kula Diamond
Kula Diamond (giapponese :ク ー ラ ・ ダ イ ア モ ン ド, Hepburn: Kūra Daiamondo). Originariamente membro dell'organizzazione NESTS, Kula è il risultato di un esperimento per uccidere il ribelle K ', guadagnandosi il titolo di "Anti-K'" (ア ン チ K ' , Anchi-Kei Dasshu). Tuttavia, durante la distruzione di NESTS, Kula forma un legame con K 'e i suoi alleati.

### K9999
È il risultato finale degli esperimenti di NESTS, l'arma definitiva del progetto di clonazione Kusanagi.

### Kim Kaphwan
Kim Kaphwan (金甲煥?, Kimu Kaffan) è un uomo dai capelli marroni corti con dei ciuffi che arrivano fino alle guance e ha una corporatura abbastanza muscolosa. Indossa una tenuta tradizionale di taekwondo bianca a strisce blu senza maniche, guanti di entrambi gli stessi colori e dei parastinchi di colore blu scuro o bianchi. Sempre pronto a combattere per difendere gli innocenti, Kim è un campione di taekwondo nella sua regione, crede nella giustizia e si dimostra un personaggio rispettoso, leale, socievole e umile con chi ha più esperienza di lui. Partecipa al torneo indetto da Krauser per trovare degni sfidanti e trova un rivale e un amico in Terry Bogard, dopo essere stato sconfitto in The King of Fighters. Il suo animo nobile lo porta spesso a farsi dare dal governo come membri della squadra dei criminali come Chang Koehan e Choi Bounge o Raiden e Hwa Jai per condurli sulla retta via. In seguito, con le nuove regole dei tornei si aggiunge alla squadra Jhun Hoon, amico d'infanzia di Kim che ha delle idee diverse da quest'ultimo, e hanno un rapporto particolare. Quando Juhn subisce un infortunio viene sostituito da May Lee, una fanatica dei film con eroi in maschera. Ha una moglie gentile di nome Myeng Swuk e anche due figli, Jae hoon e Dong Hwan, ai quali ha instillato sani principi e mette sullo stesso piano sia l'affezione che prova per i suoi famigliari con quello che ha per le arti marziali.

### Kyo Kusanagi
Kyo Kusanagi (草薙 京?, Kusanagi Kyō) proviene dal clan Kusanagi, un clan in grado di utilizzare particolari poteri pirocinetici. Millenni prima, i clan Kusanagi, Yata e Yasakani, chiamati in seguito Yagami, imprigionarono il demone Orochi. Un giorno, però, un discendente di Orochi uccise la moglie del leader dei Yasakani e diede la colpa ai Kusanagi. Per vendicarsi, gli Yasakani liberarono nuovamente Orochi, stringendo un patto con il demone, si fecero rinominare Yagami e divennero i mortali nemici dei Kusanagi.

### Leona Heidern
Leona Heidern (レオナ・ハイデルン?, Reona Haiderun) è la figliastra di Heidern, ha vissuto un'infanzia tormentata, e il futuro si prospetta non roseo per lei. Nata in un villaggio sperduto, assieme alla famiglia visse in armonia, sino a quando un giorno, la cui data rimane misteriosa, l'"Araldo del Vento", Goenitz, giunse al villaggio per parlare con il sindaco, Guidel che era anch'egli un membro di Orochi, l'"Araldo dell'Acqua". Ordinò loro di unirsi alla setta di Orochi: alcuni decisero di convertirsi autonomamente, essendo già stati, in passato, appartenenti a tale gruppo, mentre gli altri furono costretti a tale conversione. Ma Guidel non accettó l'affiliazione: aveva sempre vissuto in pace, e voleva continuare tale vita sino alla fine dei suoi giorni. Adirato, Goenitz, prima d'andarsene, avvertì loro che Orochi non perdona i traditori. Voltatosi, notó Leona e, dopo averla fissata per un po', ghignando, ritornó al santuario. Giunta la notte, Leona, durante il sonno, iniziò ad accusare dei sintomi d'una strana malattia: mal di testa ed emorragie viscerali. La famiglia iniziò a spaventarsi, essendo questi i sintomi dell'"Anatema Sanguigno", malore antecedente alla pazzia, dovuto all'appartenenza alla stirpe Orochi, che porta solo distruzione e morte tra i popoli. Leona, divenuta incontrollabile, assassinò tutti gli abitanti del villaggio, genitori inclusi. Ritrovatasi sola in un paese desolato, tutta sporca di sangue e incapace di agire, vide un uomo all'orizzonte che s'avvicinava. Era Goenitz. Egli poggiò la mano destra sul capo della creatura e le ordinò di "sprofondare in un sonno profondo". Goenitz avrebbe risvegliato Leona anni dopo in seguito a quanto accaduto.

### Leopold Goenitz
Leopold Goenitz (レオポルド・ゲーニッツ?, Reoporudo Gēnittsu), meglio noto come Goenitz (ゲーニッツ?, Gēnittsu) è uno dei quattro re celesti di Orochi, per precisione l'araldo dell'aria. Quando, un po' più giovane, prese di mira Rugal e lo affrontò in uno scontro nel quale strappò un occhio a quest'ultimo e gli diede in dono una piccola parte del potere di Orochi per testarne le capacità. In seguito fu l'artefice della morte di Gaidel, il padre di Leona Haidern, dell'indebolimento del sigillo di Orochi e della morte di Maki Kagura. Inoltre Sconfisse Kyo Kusanagi mandandolo in ospedale prima che prendesse parte al torneo del 1996, e alla fine del torneo si presenta al cospetto del trio dei tre tesori sacri per eliminarli venendo però ucciso da loro. Nonostante ciò riesce a portare a compimento la sua missione poiché il suo scopo originale era quello di accumulare abbastanza energia dai combattimenti per riportare in vita il suo signore. È un uomo che parla molto esprimendosi con un linguaggio molto profetico e ha un atteggiamento a volte ironico. Compare per la prima volta in The King of Fighters '96 rivestendo il ruolo di boss principale di quel capitolo.

### Lin
È un membro di un clan hizoku che è in continua ricerca di Ron (il capo del clan) per assassinarlo perché li aveva traditi.

### Lucky Glauber
É un giocatore di Basket amico di Heavy D.

### Mai Shiranui
Mai Shiranui (不知火 舞?, Shiranui Mai) è esperta di ninjitsu e ha avuto una relazione con il lottatore Andy Bogard.

### Mature
Mature (マチュア?, Machua) è apparsa per la prima volta in veste di segretaria di Rugal Bernstein nell'edizione del 1994. Come reincarnazione di una delle teste di Yamata No Orochi attende il risveglio di questi. Insieme a Vice è un'assassina al servizio di Leopold Goenitz, uno dei quattro Heavenly Kings (Re Celesti) che le ha ordinato di osservare il comportamento di Rugal con un obiettivo preciso: se Rugal utilizzerà il potere di Orochi per voltarglisi contro (Goenitz strappò un occhio a Rugal e gli donò il potere Orochi per vedere se sarebbe stato un ospite degno), dovrà ucciderlo. Mature pur essendo una discendente di Orochi che non ha simpatia per gli esseri umani, avrà un debole per Rugal visto che come essere umano è un combattente molto abile, potente, ma soprattutto crudele. All'opposto di Vice, Mature è molto più tranquilla ma non meno sadica della sua compagna, le piace sedurre gli uomini prima di ucciderli. Chiunque sia la sua vittima le piace giocarci prima di eliminarla, difatti pensa che in combattimento qualsiasi cosa è valida. È un'abile meccanica (infatti ha sostituito il braccio di Rugal andato perso alla fine del KoF 94 in seguito all'esplosione della sua nave/quartier generale con uno interamente metallico e dotato di punte retrattili) e forse, è stata amante di Rugal.

### Moe Habana
Eroina asiatico-americana della serie The King of Fighters EX, è uno dei dieci tesori del Giappone, in particolare il suo tesoro è la spada Yatsuka (八握 剣, Yatsuka no Tsurugi). È una normale studentessa delle superiori che risiede in America e che un giorno trova Kyo ferito, che aveva appena sconfitto Orochi, e lo soccorre e cura. Preoccupata per la sua sicurezza, decide di unirsi a lui nel torneo King of Fighters.

### Mukai
Uno dei membri del gruppo di "quelli che vengono dal passato", ha organizzato un torneo nel 2003 per scoprire chi sopravviverà alla nuova era e nel backstage viene sconfitto dal team di K'. Successivamente ritorna nelle finali del torneo KOF XIII dove chiede al suo padrone Saiki di dargli un'altra opportunità, ma viene sconfitto e ucciso da Saiki che usa i suoi poteri nella finale.

### Magaki
È il secondo membro di "coloro che vengono dal passato" e assieme al suo alleato Shion organizza il torneo KOF XI, dove viene sconfitto dalla Rival Team di Elisabeth, e viene trafitto dalla lancia di Shion, che era stato imprigionato in una barriera dimensionale.

### May Lee
È una combattente di teakwondo cui piacciono i supereroi ed ha un forte senso della giustizia che sostituisce Jhun come quarto membro della squadra coreana, la sua posa di Vittoria è un omaggio a Sailor moon.

### Miu Kurosaki
È un personaggio introdotto in The King of Fighters EX2. Entra nel torneo (unendosi alla squadra di Iori Yagami) per trovare il fratello minore rapito, Sinobu Amou.

### Oswald
È un assassino alla ricerca di un farmaco denominato "pillola del drago" e diviene compagno di squadra con Ash Crimson e Shen Woo. Dopo il torneo Oswald verrà ingannato da Ash che gli dice che Shen sa dove si trova il farmaco e combatte con Shen pareggiando.

### Ralf Jones
Ralf Jones (ラルフ・ジョーンズ?, Rarufu Jōnzu) è un membro degli Ikari Warriors, un'agenzia d'élite di mercenari a noleggio. Ha dimostrato di essere un potente soldato noto per le sue naturali capacità di leadership e il coraggio sul campo di battaglia. Attualmente detiene il grado di colonnello. Ha fatto amicizia con Clark quando avevano vent'anni e da allora sono rimasti buoni amici.

### Robert Garcia
Robert Garcia (ロバート・ガルシア?, Robāto Garushia) è l'unico figlio di Alberto Garcia, un ricco uomo d'affari italiano e migliore amico di Takuma Sakazaki. Durante la sua infanzia, Robert ha vissuto una vita senza responsabilità e cure, amato dai suoi amorevoli genitori per ogni suo capriccio. Eppure desiderava ardentemente qualcosa di più nella sua vita e regolarmente si allontanava di nascosto da casa per andare al Kyokugenryu Dojo. Ha spiato le sessioni di allenamento di Takuma e Ryo Sakazaki e aspirava a diventare come loro. Alberto voleva che Robert si concentrasse sui suoi insegnamenti aziendali e un giorno ereditasse da lui la Fondazione Garcia. Dopo che suo padre lo spinse troppo oltre, un giovane Robert si ribellò e abbracciò le proprie ambizioni di trovare il successo da solo. Scappando di casa, Robert si precipitò nel dojo di Takuma e chiese che gli venisse insegnato il karate Kyokugenryu. Impressionato dallo spirito del ragazzo, Takuma acconsentì e Robert divenne lo sparring partner di Ryo. I due ragazzi divennero presto migliori amici. A differenza di Ryo, Robert è un asso naturale nelle arti marziali. Poiché Robert eccelleva così bene nei suoi studi, per Takuma fu più difficile far tenere lo stesso passo al figlio durante l'addestramento. Robert completò il suo addestramento per primo, tuttavia poco prima del compimento del decimo compleanno di Ryo, morì la madre in un incidente d'auto sul veicolo di Ronnet. Con la morte e della madre di Ryo, il suo maestro sparì misteriosamente, lasciando Ryo a prenderci cura di Yuri, così Robert non ebbe altra scelta che tornare a casa sua in Italia con riluttanza. Sapendo che Ryo doveva superare le proprie prove e maturare per diventare un uomo serio come voleva suo padre, gli promise che sarebbe tornato, a patto che avesse protetto e reso felice Yuri. Nel suo paese d'origine, Robert ha continuato rigorosamente i suoi studi delle arti marziali ed è maturato finendo per essere rispettato in questa disciplina. Alla fine Robert sviluppò sentimenti d'amore per la sorella del suo amico, Yuri. Aveva avuto un'infatuazione per Yuri sin dalla prima volta che l'ha incontrata e probabilmente l'avrebbe sposata se non fosse stato per Takuma e Ryo, che sono stati iperprotettivi nei confronti della ragazza.

### Rock Howard
Rock Howard (ロック・ハワード?, Rokku Hawādo) è il figlio del signore del crimine più degno di nota di Southtown, Geese Howard. Sebbene fosse a conoscenza dell'esistenza di suo padre, è cresciuto vivendo una vita modesta con sua madre in un piccolo appartamento. Si chiedeva spesso di suo padre ed era eccitato all'idea di incontrarlo un giorno. Quando Rock aveva sette anni, sua madre contrasse una misteriosa malattia e fece del suo meglio per curarla. Quando la sua malattia peggiorò, Rock andò alla Geese Tower e incontrò suo padre per la prima volta nella sua vita. Anche se il ragazzo chiese aiuto medico e gli disse che Marie voleva disperatamente vederlo, Geese non volle avere nulla a che fare con la questione e lo mandò via. Marie morì la stessa notte e da allora Rock ha sempre provato rancore nei confronti di suo padre.

### Rugal Bernstein
Rugal Bernstein (ルガール・バーンシュタイン?, Rugāru Bānshutain) è un trafficante di armi considerato un pericoloso a livello mondiale a cui piace far diventare i suoi nemici statue di pietra per conservarli come trofeo, un giorno quando aveva 25 anni gli comparve dinnanzi un uomo giovane che lo attaccò all'improvviso e il colpo lo ridusse in fin di vita privandolo del suo occhio destro, cosi l'uomo approfittò dell'occasione per trasmettergli il potere del grande serpente Orochi che lo avrebbe fatto rimanere in vita, in seguito si recò in Brasile per usare quel potere. Rugal aggiunse alla sua collezione di statue cinquanta uomini che erano all'interno di una base militare e tra di essi il colonnello Haidern. Successivamente ingaggerà due segretarie di nome Mature e Vice e in seguito organizzerà un nuovo torneo King of Fighters nel quale però sara sconfitto e tenterà di suicidarsi nel tentativo di portare con sé i suoi avversari, ma poi tornerà con un braccio bionico e in grado di trasformarsi in una versione ancora più potente di sé stesso, Omega Rugal, ma finirà per fare lo stesso una brutta fine venendo consumato dal suo stesso potere ed esploderà.

### Ryo Sakazaki
Ryo Sakazaki (リョウ・サカザキ?, Ryō Sakazaki) è un combattente abbastanza leale e anche molto disciplinato per via della sua formazione e anche fedele verso i propri familiari e farebbe tutto ciò che è in suo potere per salvare o vendicare uno di loro. Alcuni avvenimenti degni di nota sono quando è andato fino in capo al mondo per salvare la sorella Yuri che era stata rapita da Mr. Big e Mr. Karate o quando per il padre Takuma, che lo ha addestrato nell'arte del karate kyokugenryu (uno stile che comprende attacchi corpo a corpo che fanno uso del energia della terra e Grazie al emanazione  del proprio  Ki permette di lanciare colpi energetici), venne riscattato da Geese e partecipò al torneo King of Fighters per vendicarlo e perché era il nemico giurato del mentore. Ryo pensa che attraverso il duro lavoro si possa arrivare a grandi vette di grandi risultati e inoltre il suo senso di autosufficienza unito alla sua forza di volontà gli hanno permesso di farsi conoscere e temere dai lottatori venendo soprannominato "Il Drago Invincibile".

### Ryuji Yamazaki
Ryuji Yamazaki (山崎 竜二?, Yamazaki Ryūji) è un delinquente di prima categoria, svolge sia le attività di assassino sia di distruttore di dojo. Durante la distruzione di uno questi luoghi dedicati agli allenamenti ha fatto la conoscenza di Billy Kane, il quale su ordine di Geese, chiede al broker di partecipare al torneo di King of Fighters. All'inizio Yamazaki si rifiutò, ma dopo aver terribilmente maltrattato uno dei guerrieri, sentì una scarica di adrenalina nel suo sangue. Alla fine ha accettato l'offerta di Billy e ha chiesto di essere pagato il doppio del montepremi del torneo. Durante il torneo è stato rivelato che Yamazaki è uno degli Hakkesshu, ovvero gli otto seguaci di Orochi. Ritorna nel torneo del 2003 con Billy e Gato, anche in questo caso intenti a compiere uno dei perfidi piani di Geese.

### Ron
Il capo del clan ninja Hizoku e traditore di quest'ultimo, dopo essersi alleato con NESTS si è lasciato usare come cavia per scopi personali e durante la fine del torneo salva i partecipanti dallo schianto dell'astronave causato da Igniz. Durante il torneo era rimasto incuriosito dal potere dello spirito del drago di Sie Kensou, e aveva deciso di indagare su di esso.

### Reiji Oogami
È uno dei custodi dei Dieci tesori sacri membro dello stesso clan di Chizuru Kagura ed invita Kyo Kusanagi e Moe Hebana a unirsi a lui per partecipare al nuovo torneo KOF.

### Saisyu Kusanagi
Saisyu Kusanagi (草薙 柴舟?, Kusanagi Saishū) è il padre di Kyo Kusanagi e l'attuale patriarca della stirpe Kusanagi e maestro della sacra fiamma. A differenza di suo figlio, indossa un abito del clan Kusanagi in vecchio stile e utilizza tecniche di arti marziali tradizionali più basilari. Nell'edizione 1994, Saisyu ha intrapreso una missione per sfidare combattenti di tutto il mondo. Kyo e i suoi compagni di squadra (Benimaru Nikaido e Goro Daimon) vengono a sapere della sua scomparsa poco prima della finale di KOF '94. Saisyu apparentemente ha sfidato Rugal Bernstein ed è stato picchiato duramente, lasciando ritenere che in seguito sarebbe deceduto per i troppi infortuni subiti prima delle finali. Tuttavia, in The King of Fighters '95 viene invece rivelato che Kusanagi era sopravvissuto, ed era stato poi sottoposto al lavaggio del cervello dal segretario di Rugal Vice per competere come miniboss nel round della semifinale. Si presume venga sconfitto da suo figlio Kyo e dai suoi compagni di squadra. Alla sua seconda sconfitta, Saisyu se ne va in autoesilio, solo per riemergere di nuovo in (un evento non canonico) in The King of Fighters '98.

### Shingo Yabuki
Shingo Yabuki (矢吹 真吾?, Yabuki Shingo) è un ragazzo giovane dai capelli corti marroni e che ha una fascia bianca, e indossa un'uniforme scolastica blu con le maniche arrotolate, mentre sulle mani ha dei bracciali neri con strisce bianche che verranno sostituiti da dei guanti lunghi  regalati dal suo maestro Kyo. Nella serie viene sempre rappresentato come un allegro ed esuberante liceale che divenne fan di Kyo, e dopo averlo visto in azione nel torneo del 1996 gli chiese di insegnarli a usare la fiamma di Kusanagi, non sapendo però che è un potere innato che non si può apprendere. Riesce a farsi dare comunque delle lezioni, ma con la condizione che dovrà fare da fattorino al suo maestro. Dagli altri partecipanti viene considerato una persona strana ma buona e quando perde o vince si riferisce a Kyo chiamandolo "Signor Kusanagi", porta sempre con sé un taccuino che utilizza per ideare nuove tecniche e annotare ogni dettaglio mancante. Fa il suo primo esordio in The King of Fighters '97 come partecipante singolo, e nonostante perda dimostra il suo valore tanto da ricevere in dono i guanti della famiglia Kusanagi, e verrà anche preso e addestrato dal padre del mentore, Saisyu, mantenendo la sua partecipazione fino al torneo KOF XI dove verrà aggredito brutalmente da Iori che era in stato di Riot of The Blood (ovvero una furia di sangue); poi assisterà agli eventi di KoF XIII.

### Sie Kensou
È un compagno di allenamenti di Athena Asamiya, segretamente innamorato di lei e che si prodiga a svolgere il ruolo di sua guardia del corpo; come Athena Kesou possiede poteri psichici che però derivano da uno spirito del drago che risiede in lui e nell'altro suo compagno di allenamenti, Bao. Un certo giorno Sie perse i suoi poteri, ma con un duro allenamento tornò a controllarli appieno.

### Saiki
È il demone a capo di coloro che provengono dal passato e antenato di Ash Crimson ed è considerata la volontà di Gaia in Occidente, quando c'è la finale del torneo KOF XIII decide di mostrarsi al vincitore e di fermare il tempo per scontrarsi con lui dopo aver assorbito i poteri di Mukai e decide di sfidare il vincitore per assorbire l'energia di quest'ultimo e risvegliare Orochi successivamente viene a sapere che non può fidarsi dei suoi compagni perché le sfere di Orochi si sono spente e viene ucciso da Ash Crimson che ne assorbe l'essenza ma lo spirito di Saiki prende il controllo del corpo di Ash e alla fine della battaglia Ash decide di imprigionare Saiki.

### Shen Woo
E un ragazzo nato in Cina e conosciuto con l'appellativo di Dio della Guerra di Shangai e si unisce alla squadra di Ash per cercare nuove battaglie stimolanti.

### Terry Bogard
Terry Bogard (テリー・ボガード?, Terī Bogādo) è uno dei personaggi più importanti dell'intera serie sin dal primo episodio. Terry, insieme con suo fratello Andy si iscrive al torneo King of Fighters per poter vendicare il proprio padre adottivo Jeff, ucciso per mano di Geese Howard, poi sconfitto proprio da Terry. In Fatal Fury 2, Terry deve affrontare un nuovo avversario, ossia Wolfgang Krauser, il fratellastro di Geese Howard, che organizza un nuovo torneo di arti marziali ma stavolta su scala mondiale, con lo scopo di poter affrontare colui che ha battuto Geese. In Fatal Fury 3, Terry deve impedire che Geese, sopravvissuto dopo la sconfitta subita nel primo capitolo della serie, s'impossessi dei tre makimono del clan Jin, rotoli dagli enormi poteri ai quali sono interessati anche gli stessi discendenti della famiglia Jin. Si scopre poi che Ryuji Yamazaki, sicario di Geese inviato per impossessarsi dei makimono, è l'assassino materiale di Jeff Bogard. La rivalità tra i Bogard e Howard termina in Real Bout Fatal Fury, dato che nei seguenti episodi Real Bout Fatal Fury Special e Real Bout Fatal Fury 2: The Newcomers non c'è nessuna trama. Compare in tutti gli episodi della serie The King of Fighters facendo sempre squadra con suo fratello Andy e l'amico Joe Higashi, senza però alcuna trama in particolare.

### Tizoc
È un personaggio che fece il suo debutto in Garou Mark of the Wolves e successivamente è apparso anche in King of Fighters. È un wrestler messicano conosciuto come "il Grifone" e combatte principalmente nei tornei per trovare un avversario che lo ha sconfitto e aiutare gli orfani. In KOF XV viene svelato dal finale del G.A.L Team che King of Dinosaurs e Tizoc sono la stessa persona.

### Yashiro Nanakase
Yashiro Nanakase (七枷 社?, Nanakase Yashiro) è uno dei combattenti di Orochi, le cui origini sono sconosciute. Si tratta di un personaggio solitario, viaggiatore, con uno stile di vita non socievole volontariamente scelto, che quando possibile si dilettava nel suonare la chitarra, esprimendo tutto il suo modo di essere tramite la musica. Durante il viaggio, fermatosi per un breve periodo in Francia, conobbe Shermie, una pianista molto prosperosa e seducente. Yashiro, notando la somiglianza fra i loro caratteri, le chiese di potersi unirsi al suo viaggio, e la risposta fu affermativa. Tempo dopo, in Svezia, incontra Chris che, benché non propenso a socializzare, si dimostrò un ottimo batterista. Notando l'abilità di Chris, Yashiro gli chiese di aggregarsi alla sua band. Grazie alla formazione del trio, riuscirono, sempre viaggiando per il mondo, a ottenere numerosissimi fan, grazie ai numerosi concerti che tennero. Yashiro e la sua band riuscirono a ottenere un successo mondiale, ma sentì in sé e nei suoi compagni un qualcos'altro di speciale che li legava. Ciò che Yashiro desiderava oltre ogni cosa era poter suonare in Giappone. Finalmente giunse quel giorno, e una numerosissima folla arrivò per assistere al concerto. Tra la folla, notò un tale con i capelli rossi, rendendosi conto che anche in quell'uomo c'era qualcosa di diverso, proprio come in lui, Shermie e Chris. Pieno di ira verso quell'individuo con i capelli color carota, Yashiro iniziò ad affinare le sue tecniche di combattimento, essendo venuto a sapere dell'annuncio della preparazione del torneo The King of Fighters '97. Durante il torneo, la sua parte dormiente si risveglia, rivelandosi essere uno dei quattro sacri re Orochi, per la precisione il "Re Arditerra". Durante i combattimenti, accumulando sufficiente potere ottenuto dagli altri sfidanti sconfitti, lentamente Orochi si risveglia, impossessandosi del giovane corpo di Chris.

### Yuri Sakazaki
Yuri Sakazaki (ユリ・サカザキ?, Sakazaki Yuri) è una ragazza dal passato drammatico apparsa per la prima volta in Art of Fighting. Quando era bambina, il padre Takura si era dedicato più ad addestrare Ryo a diventare il prossimo erede della famiglia, piuttosto che a crescere Yuri. Quando aveva sei anni, sua madre morì in un tragico incidente d'auto. Dato che la famiglia era stata presa di mira, il padre se ne andò per proteggere i restanti membri. Con la perdita di entrambi i genitori, Yuri diventa paurosa e fortemente dipendente da Ryo per il resto della loro infanzia. Quando incontra Robert per la prima volta, non si fida di lui ma alla fine il loro rapporto si intensifica. Quando aveva 17 anni, Yuri fu rapita da Mr. Big per conto di Geese Howard come parte di uno stratagemma per ricattare suo padre quando iniziò a mostrare segni di riluttanza e resistenza a continuare a fare il loro lavoro sporco. Ryo e Robert la cercarono a Southtown per salvarla. Mentre era tenuta in ostaggio, Yuri riuscì a scoprire l'identità di Mr. Karate, ovvero l'alter ego di suo padre. Successivamente Ryo sconfigge i suoi rapitori, rivela chi è veramente Mr. Karate a suo fratello e la famiglia si riunisce. Anni dopo, Yuri si è allenata molto ed è pienamente fiduciosa nella sua abilità nel combattimento, perciò decide di partecipare al torneo, ma suo fratello glielo impedisce. Nonostante ciò decide di iscriversi comunque in compagnia di King e Mai.

### Zero
È un membro di alto rango di NESTS, che ha ucciso Krizalid e poi si è finto amico di Haidern dopo aver ucciso Ling, l'amico del comandante. Poi ha sfruttato, in un torneo che si è tenuto nell'edizione 2000, un cannone satellitare di nome Zero Cannon che quando si carica del tutto si manomette, ed è stato danneggiato dalla sua stessa creazione; in seguito, nelle semifinali dell'edizione 2001, Zero torna presentandosi come lo Zero originale e dicendo che l'altro Zero era un esperimento fallito, e affronta il gruppo di K, dimostrandosi un avversario leale conducendo il team nella stanza del CEO di NESTS; in seguito, presumibilmente muore nello schianto dell'astronave sulla Terra.